# تزاراروا
تزاراروا (به لاتین: Tsararova) یک منطقهٔ مسکونی در ماداگاسکار است که در تساراتانانا (منطقه) واقع شده‌است.
 تزاراروا  ۷٬۰۰۰ نفر جمعیت دارد و ۴۳۱ متر بالاتر از سطح دریا واقع شده‌است.